# サブク・ティギーン
サブク・ティギーン（ペルシア語 : سبکتگین 、942年頃 - 997年8月5日）は、ガズナ朝の第4代アミール（在位：977年 - 997年）。ガズナ朝の創始者アルプテギーンにグラーム（軍人奴隷）として仕えた。
彼の治世以後のガズナ朝は、世襲制の王朝となり、事実上のガズナ朝の創始者とされている。

## 生涯
サブク・ティギーンは、ホラーサーン地方の総督に任命されたアルプテギーンによって購入された。セルジューク朝のニザームルムルクが著した『統治の書』は、サブク・ティギーンは購入されてから3日後に天幕長に抜擢されたと伝えている。サブク・ティギーンは頭角を現していき、18歳のときに200人を指揮する兵隊長の地位にあった。作法、狩り、ポロ、弓術などでサブク・ティギーンはアルプテギーンの流儀に従い、アルプテギーンの民衆や部下に寛大な態度で接する点も見習った。
ボリティギーンの在位中にガズナの元領主ラウイークが反乱を起こした時、サブク・ティギーンが反乱を鎮圧した。977年にサブク・ティギーンはガズナ朝の君主の地位を継いだ。
即位後、インドのパンジャーブ地方に侵入し、ラージプートを中心とするインド諸王の連合軍を撃破、インド北方の要衝であるペシャーワルを占領した。サーマーン朝支配下のトランスオクシアナで起きた反乱の鎮圧を援助し、994年にサーマーン朝のヌーフ2世よりホラーサーン地方の総督に任命された。サブク・ティギーンとサーマーン朝の主従関係は名ばかりのものであり、既にサブク・ティギーンはサーマーン朝に優る実力を有していた。
サブク・ティギーンは子のイスマーイールを後継者に指名して没するが、イスマーイールはサブク・ティギーンの長子マフムードによって廃位される。